# Karoline Sørensen
Karoline Enevold Sørensen, född 19 februari 2002, är en dansk simmare. 

## Karriär
Vid olympiska sommarspelen 2020 i Tokyo, som arrangerades 2021, var Sørensen en del av Danmarks lag tillsammans med Clara Rybak-Andersen, Emilie Beckmann och Signe Bro som slutade på 15:e plats i försöksheatet på 4×100 meter medley.
Vid EM 2024 i Belgrad erhöll Sørensen ett silver efter att ha simmat försöksheatet på 4×100 meter frisim där Danmark sedermera tog medalj.